# Nicolas Gill

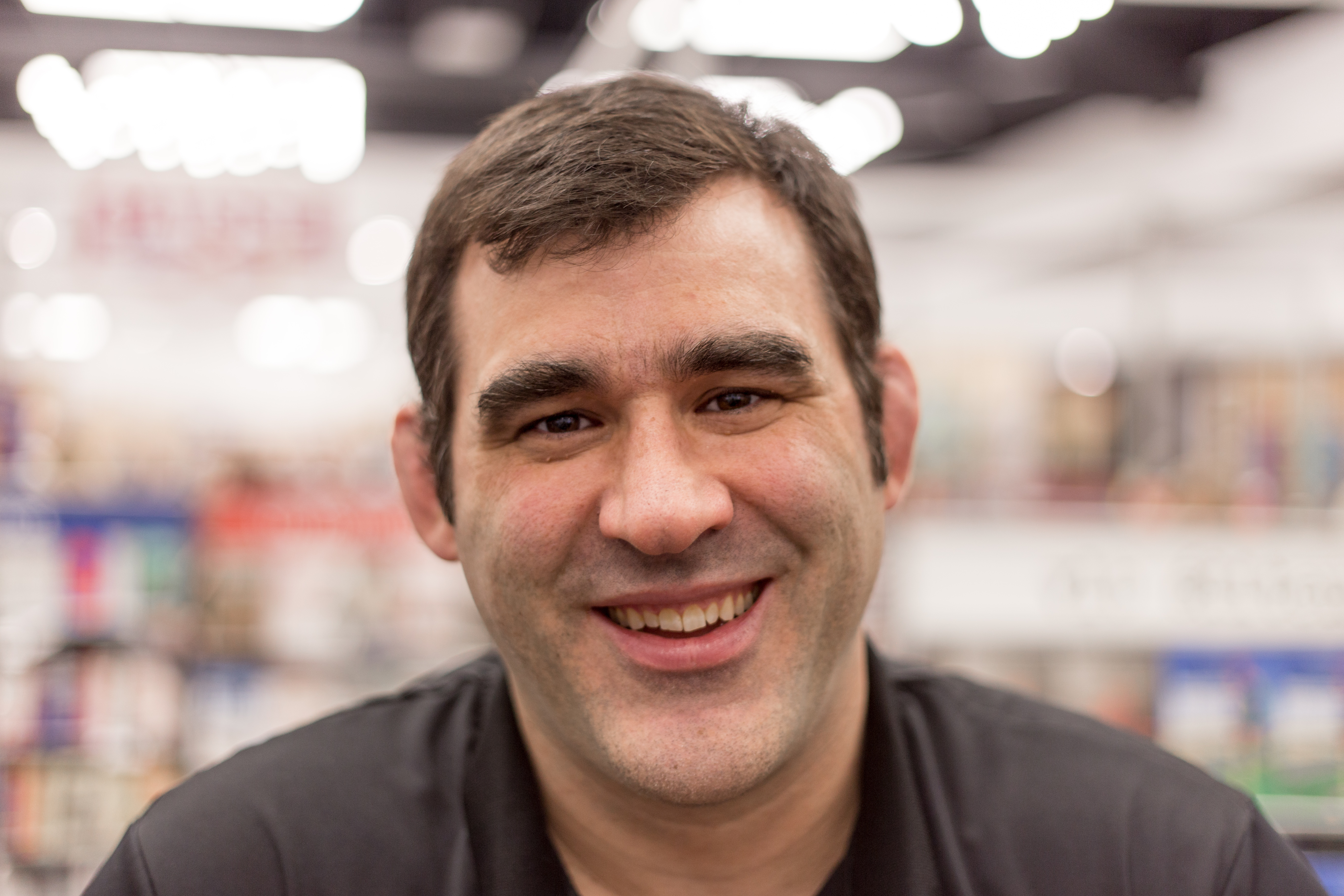
Nicolas Gill (2018)

Nicolas Gill (* 24. April 1972 in Montreal) ist ein ehemaliger kanadischer Judoka. Er gewann zwei Medaillen bei Olympischen Spielen und drei bei Weltmeisterschaften. 

## Karriere
Der 1,85 m große Nicolas Gill kämpfte bis 1996 im Mittelgewicht, der Gewichtsklasse bis 86 Kilogramm. 1990 gewann er seinen ersten internationalen Titel bei den Panamerikanischen Meisterschaften. 1991 war er Siebter bei den Weltmeisterschaften. Bei den Olympischen Spielen 1992 in Barcelona besiegte er im Viertelfinale den japanischen Weltmeister von 1991 Hirotaka Okada, im Halbfinale unterlag er dem Polen Waldemar Legień. Durch einen Sieg über den Rumänen Adrian Croitoru gewann Gill die Bronzemedaille. Drei Monate nach den Olympischen Spielen verlor er bei den Juniorenweltmeisterschaften im Finale gegen den Japaner Masaru Tanabe. 
Die Judo-Weltmeisterschaften 1993 fanden in Hamilton, Ontario, statt. Vor heimischem Publikum erreichte Gill das Finale und erhielt nach seiner Niederlage gegen den Japaner Yoshio Nakamura die Silbermedaille. Dies war die einzige Medaille für die Mannschaft des Gastgeberlandes. 1994 erhielt Gill eine Bronzemedaille bei den Goodwill Games in St. Petersburg. Bei den Panamerikanischen Meisterschaften belegte er den zweiten Platz hinter dem Brasilianer Carlos Honorato. Auch bei den Panamerikanischen Spielen 1995 traf er im Finale auf einen Brasilianer, diesmal gewann er den Kampf gegen Carlos Hespanha. Bei den Judo-Weltmeisterschaften 1995 in Chiba unterlag er im Halbfinale dem Südkoreaner Jeon Ki-young, im Kampf um die Bronzemedaille besiegte Gill den Franzosen Frédéric Demontfaucon. 1996 unterlag er bei den Olympischen Spielen in Atlanta dem Deutschen Marko Spittka und dem Niederländer Mark Huizinga und belegte den siebten Platz.
Ende 1996 wechselte Gill ins Halbschwergewicht und gewann in seiner neuen Gewichtsklasse den Titel bei den Studentenweltmeisterschaften. 1998 siegte er bei den Panamerikanischen Meisterschaften, im Jahr darauf gewann er im Finale der Panamerikanischen Spiele 1999 gegen den Kubaner Yosvani Kessel. Bei den Weltmeisterschaften in Birmingham unterlag er frühzeitig dem Südkoreaner Jang Sung-ho, nach vier Siegen in der Hoffnungsrunde erhielt er eine Bronzemedaille. Im Juli 2000 siegte Gill bei den Commonwealth-Meisterschaften. Bei den Olympischen Spielen in Sydney erreichte er das Finale, nach seiner Niederlage gegen den Japaner Kōsei Inoue erhielt er die Silbermedaille. 
2001 bei den Weltmeisterschaften in München belegte Gill den siebten Platz. 2002 siegte er bei den Commonwealth Games und bei den Panamerikanischen Meisterschaften. Im Finale der Panamerikanischen Spiele 2003 unterlag er dem Brasilianer Mario Sabino. Bei den Weltmeisterschaften in Osaka unterlag er im Halbfinale Kosei Inoue und im Kampf um Bronze dem Weißrussen Ihar Makarau. Nach seiner Erstrundenniederlage gegen den Italiener Michele Monti bei den Olympischen Spielen in Athen endete die aktive Karriere von Nicolas Gill.
In der Folge war Nicolas Gill Trainer, unter anderem von Antoine Valois-Fortier. Ab 2009 war er Cheftrainer der kanadischen Judoka. 2016 wurde er CEO des kanadischen Judoverbandes.

## Kanadische Meistertitel
- Mittelgewicht: 1990, 1991, 1992, 1994, 1995, 1996
- Halbschwergewicht: 1997, 1998, 1999, 2001